# Döndrub Wangchen
Döndrub Wangchen (Tibet, 17 oktober 1974) is een Tibetaanse boer en amateurfilmregisseur die samen met de Tibetaanse monnik Golog Jogme in het geheim werkten aan de documentairefilm Leaving Fear behind: I Won't Regret to Die. De film deed veel stof op waaien, omdat hij in een hotel in Peking in première ging, op de openingsdag van de Olympische Zomerspelen 2008.
Wangchens doel was de beweringen van de Chinese autoriteiten te weerleggen, dat tegengeluiden alleen van Tibetanen in ballingschap komen. In de film interviewde hij Tibetanen in Tibet en vroeg hun mening over de situatie en de veranderingen tijdens het Chinese bewind. Hij trok vooral het Oost-Tibet en draaide bij elkaar 35 uur filmmateriaal.
De film is geproduceerd door Filming for Tibet. Korte tijd nadat hij hem ingeleverd had bij Filming for Tibet is hij opgepakt door de Chinese autoriteiten. Ten tijde van de Olympische Spelen zat hij nog altijd vast. Zijn vrouw en kinderen had hij van tevoren voor de zekerheid naar het buitenland gesmokkeld.
Op 7 januari 2010 werd bekendgemaakt dat hem zes jaar cel werd opgelegd vanwege verdeling van het vaderland.
Zelf is hij onder meer te zien in de documentaire Tibet: 50 Years After the Fall uit 2009 van het regisseursduo Ritu Sarin en Tenzin Sönam. Andere filmmakers van Tibetaanse films zijn bijvoorbeeld Khyentse Norbu en Neten Chokling.